# 진주 이충무공 진배미 유적지
진주 이충무공 진배미 유적지(晉州 李忠武公 陳배미 유적지)는 대한민국 경상남도 진주시 수곡면 원계리에 있는 조선시대 선조 25년(1592) 임진왜란 때 충무공 이순신 장군이 군사를 훈련시키던 곳이다. 1974년 12월 28일 경상남도의 기념물 제16호 이충무공 진배미 유적지로 지정되었다가, 2018년 12월 20일 현재의 명칭으로 변경되었다.

## 개요
경남 진주시 수곡면 원계리에 있는 진배미 유적지는 선조 25년(1592) 임진왜란 때 충무공 이순신 장군이 군사를 훈련시키던 곳이다.
장군이 두번째로 삼도수군통제사 임명장을 받은 후 군사들을 훈련시켰다고 전하며, 마을 사람들은 이곳을 ‘진배미’라고 부르고 있다.
1975년 장군의 호국정신과 얼을 되살리기 위해 높이 4m, 너비 1.1m의 유적비를 세워 보존하고 있다.

## 같이 보기
- 이순신

## 참고 문헌
- 진주 이충무공 진배미 유적지 - 국가유산청 국가유산포털